# Museum of East Asian Art
Le Museum of East Asian Art ou MEAA (musée des arts de l'Asie de l'Est) se trouve dans Bennett Street, à Bath, dans le Somerset, en Angleterre.
À quelques mètres du Circus dans le centre de Bath, le Museum of East Asian Art se trouve dans une maison de style georgien restaurée. Il attire les étudiants, les érudits et les touristes. Il abrite une collection de céramiques, de jades, de bronzes de sculptures de bambou et d'autres œuvres d'art de la Chine, du Japon, de la Corée et de l'Asie du Sud-Est. C'est le seul musée du Royaume-Uni consacré aux arts et aux cultures de l'Asie de l'Est et du Sud-Est.
Le musée abrite une collection de près de 2 000 objets qui remontent de quelque 5 000 ans av. J.-C. à aujourd'hui. La collection actuelle du musée résulte du développement de celle qu'a constituée Brian McElney (OBE), avocat retraité qui a exercé à Hong Kong durant plus de 35 ans.

## Mission
Ce musée a pour mission d'offrir des installations pour l'étude et la compréhension des arts et des cultures de l'Asie de l'Est et du Sud-Est. À cette fin, il collectionne, conserve, expose et met à la disposition du public des artefacts de ces régions, ainsi que des renseignements sur ces dernières. Le musée œuvre à encourager l'éducation, la créativité, le dialogue et la recherche relativement à ces cultures et s'efforce de joindre le plus grand public possible.

## Histoire
Le musée a été fondé par Brian McElney OBE. Brian passa toute sa vie professionnelle à exercer le droit à Hong Kong, et c'est pendant ce temps qu'il fut attiré par l'art de l'Asie de l'Est, et notamment par l'art chinois. En 1958, il acheta sa première pièce, une chèvre et un enfant en ivoire, après quoi il y ajouta, entre autres, des jades, des céramiques et des bronzes.
Après s'être retiré du droit en 1983, Brian rentra en Angleterre, procura les fonds nécessaires à la restauration et à la remise à neuf du bâtiment de style georgien qui abrite le musée et fonda le musée lui-même en 1990. M. McElney fit don de sa collection privée au musée qu'il avait créé en tant que société de bienfaisance britannique à vocation éducative et qui a été ouvert au public en avril 1993. Le gros des pièces provient du don initial, mais il y a eu d'autres dons et des acquisitions au fil des ans.
Depuis son ouverture, le musée a constitué l'une des collections les plus complètes d'œuvres d'art d'Asie orientale à l'extérieur de Londres, et c'est le seul musée britannique consacré aux arts et aux cultures de l'Asie de l'Est et du Sud-Est. Avec sa collection de près de 2 000 pièces, qui vont de près de 5 000 ans av. J.-C. à nos jours, il familiarise ses visiteurs avec l'art et les cultures de la Chine, du Japon, de la Corée et de l'Asie du Sud-Est. Il possède l'une des collections les plus complètes de jades au Royaume-Uni.

## Motifs du choix de Bath
Bath et le West Country ont des liens historiques avec la Chine. Le commerce du thé (en) et de la porcelaine chinois était l'un des plus appréciés dans l'Angleterre du XVIIIe siècle, et Bath était la localité touristique la plus fréquentée, après Londres, pour ces activités. Au milieu du XVIIIe siècle, la consommation de thé était devenue une partie importante de la vie sociale de la ville. Cette relation historique est illustrée par la collection de porcelaines armoriées (en) dans la galerie des céramiques, où les pièces exposées ont été faites pour des familles influentes de Bath et des environs au XVIIIe siècle. Elles comprennent la soupière de la famille Pratt achetée avec des fonds du Museums, Libraries and Archives Council (en) (MLA), du Victoria and Albert Museum (V&A), et de l'Art Fund.

## Fondateur du musée
Le fondateur du musée, Brian S. McElney, fit ses études au Royaume-Uni ; il fréquenta le Marlborough College, où il fit des études classiques et étudia l'Antiquité. Il ne fit pas d'études universitaires mais fut stagiaire dans le cabinet d'un avocat de la ville de Londres, où il se vit reconnaître le droit d'exercer en 1956. Il entra en fonctions dans le cabinet d'avocats Johnston Stokes & Master à Hong Kong et finit par y devenir associé principal en 1971. En 1973-1974, il fut président du barreau de Hong Kong (en). Il resta associé principal jusqu'en 1983, puis fut conseiller jusqu'à sa retraite en 1992.
La carrière de Brian fut gratifiante à de nombreux égards. Au milieu de sa carrière, il était un membre éminent de la société hongkongaise, réputé pour sa vaste collection de trésors de l'art de l'Asie de l'Est, surtout de la Chine. Il commença sa collection en 1958, malgré ses moyens modestes à l'époque. Sa collection domina ses centres d'intérêt non professionnels, et il passa de nombreuses heures à devenir savant dans l'art de la Chine et de l'Asie de l'Est.
Après avoir pris sa retraite en 1992, Brian se demanda quoi faire avec sa collection déjà considérable d'œuvres d'art de l'Asie de l'Est. Il examina la possibilité de prêter ou de donner sa collection à un musée existant où il pourrait continuer de s'intéresser à l'art chinois et transmettre ses connaissances et son enthousiasme pour ce dernier à la génération suivante, mais ses démarches furent vaines. C'est à la fin de 1989, seulement une semaine après sa dernière démarche infructueuse, qu'il décida de fonder à Bath le Museum of East Asian Art sous forme de société de bienfaisance à vocation éducative et de lui faire don de sa collection.
La société acheta la maison de style georgien situé au 12 Bennett Street, près du Circus, l'un des ensembles architecturaux les plus notables de Bath, et non loin d'un autre, le Royal Crescent. En 1991-1992, la maison fut transformée en musée. Depuis la fondation du musée, Brian y travailla tous les jours à titre de conservateur honoraire jusqu'à ce qu'il se retirât en avril 2010.

## Contenu du musée
Sa collection permanente de céramiques, de jades, de bronzes, de sculptures en bambou et d'autres œuvres se trouve dans les deux galeries supérieures du musée. Elles abritent le gros des quelque 2 000 pièces. Les autres pièces, ajoutées à tour de rôle à la collection permanente, sont entreposées dans les chambres fortes du musée, et la galerie Franklin Tsu, au rez-de-chaussée, sert aux expositions temporaires.
Le musée offre régulièrement des expositions temporaires. En 2008, il fut l'un des gagnants du Learning Experience Award (prix de l'expérience d'apprentissage) grâce à ses expositions Season of Tibet (saison du Tibet).
Le musée a aussi participé à des expositions extérieures et fut l'un des partenaires dans l'exposition itinérante From China to Arabia: Ancient Treasure Ships and the Great Oman Voyage organisée par la National Geographic Society ; cette exposition comprenait près de 100 pièces de la collection du musée.